# Leontodon crispus
Espèce
Classification phylogénétique
Le Liondent crépu (Leontodon crispus) est une espèce de plante herbacée vivace du genre Leontodon et de la famille des astéracées.